# Toshiko Akiyoshi
Toshiko Akiyoshi (Dairen, Liaoning, China, 12 de diciembre de 1929) es una pianista, compositora y arreglista de jazz que recibió catorce nominaciones a los premios Grammy y fue la primera mujer en ganar los premios a la mejor arreglista y compositora en la encuesta anual de los lectores de la revista de jazz Down Beat. 

## Biografía
Nació en Liaoyang, Manchuria, en el seno de una familia de emigrantes japoneses, siendo la menor de cuatro hermanas. Comenzó a tocar el piano a los 7 años de edad. En 1945, tras la Segunda Guerra Mundial, su familia perdió su hogar y regresó a Japón, estableciéndose en Beppu. Un coleccionista de discos local la introdujo en el jazz poniendo un disco de Teddy Wilson tocando "Sweet Lorraine". Inmediatamente le encantó el sonido y empezó a estudiar jazz.
En 1952, durante una gira por Japón, el pianista Oscar Peterson la escuchó tocar en el club Ginza y quedó fascinado. Peterson quedó impresionado y convenció al productor discográfico Norman Granz para que la grabara.

### Trayectoria musical
Estudió jazz en la Berklee College of Music de Boston. En 1955, le escribió una carta a Lawrence Berk, pidiéndole que le diera la oportunidad de estudiar en su escuela. Después de un año de disputas con el Departamento de Estado y funcionarios japoneses, a Berk se le dio permiso para que Akiyoshi se inscribiera. Le ofreció una beca completa y el billete de avión a Boston. En enero de 1956, se convirtió en la primera estudiante japonesa en Berklee. Poco después, apareció como concursante en la transmisión del 18 de marzo de 1956 del programa de televisión de CBS What's My Line?
Se casó con el saxofonista Charlie Mariano en 1959. La pareja tuvo una hija, Michiru. Ella y Mariano se divorciaron en 1967 después de formar varias bandas juntos. Durante el mismo año, conoció al saxofonista Lew Tabackin, con quien se casó en 1969. Akiyoshi, Tabackin y Michiru se mudaron a Los Ángeles en 1972. En marzo de 1973, Akiyoshi y Tabackin formaron una gran banda de 16 hombres músicos de estudio. Akiyoshi compuso y arregló música para la banda, y Tabackin se desempeñó como solista destacado de la banda en saxofón tenor y flauta. La banda grabó su primer álbum, Kogun, en 1974. El título, que se traduce como "ejército de un solo hombre", se inspiró en la historia de un soldado japonés perdido durante 30 años en la jungla que creía que la Segunda Guerra Mundial aún estaba en curso. luchó y así permaneció leal al Emperador. Kogun tuvo éxito comercial en Japón y la banda comenzó a recibir elogios de la crítica.
La pareja se mudó a la ciudad de Nueva York en 1982 y reunió a la The Toshiko Akiyoshi – Lew Tabackin Big Band. Akiyoshi realizó una gira con bandas más pequeñas para recaudar fondos para su gran banda. Años más tarde, BMG continuó lanzando las grabaciones de su big band en Japón, pero se mantuvo escéptica acerca de lanzar la música en los Estados Unidos. Aunque Akiyoshi pudo lanzar varios álbumes en los Estados Unidos con su piano en solos y pequeños combos, muchos sus últimos álbumes de big band se lanzaron solo en Japón.

## Obra
Fue la primera mujer en triunfar en el jazz como instrumentista, es reconocida como una gran compositora, sus obras se estudian en numerosas universidades del mundo.
En 1953, y con la producción de Norman Granz, Toshiko grabó su primera placa Toshiko's Piano acompañada por el prestigioso guitarrista Herb Ellis, el contrabajista Ray Brown y J.C. Heard en la percusión. El álbum se publicó con el título Toshiko's Piano en Estados Unidos y Amazing Toshiko Akiyoshi en Japón.

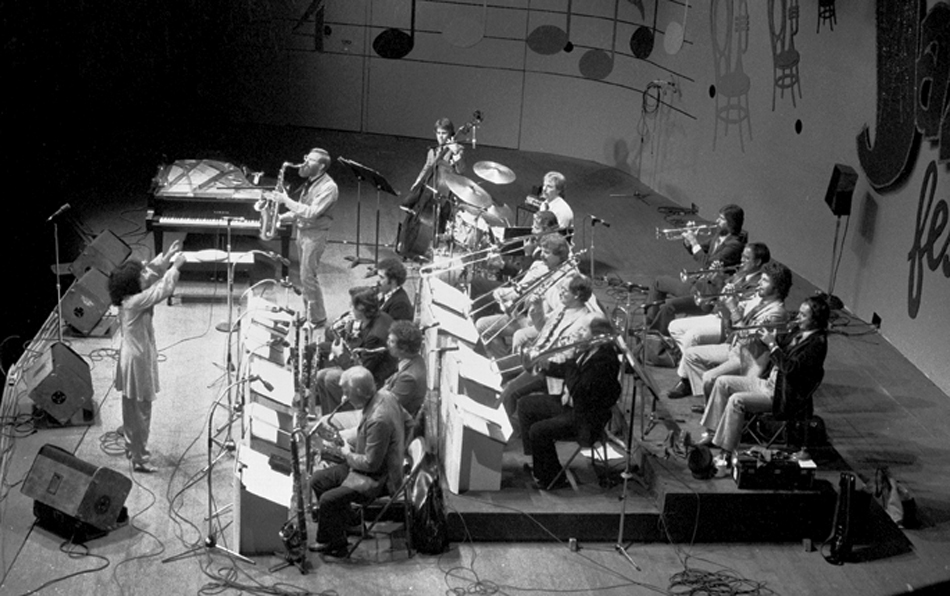
Toshiko Akiyoshi con la Lew Tabackin Big Band, Jazz Festival de Monterey, California (1981)

Su apego a la música tradicional japonesa se fusionó con el bop de Peterson y Bud Powell, para crear un nuevo género musical en el que se destaca la profundidad en los arreglos de Toshiko Akiyoshi. Ella incorporó al jazz el tsuzumi y el canto de las obras teatrales kogun.
En la década de 1970, deja de lado el espíritu exclusivo del bop y se interna en una serie de discos en los que explota a su Big Band en discos que incluyen solos muy largos de todos sus músicos. Ya separada de Mariano, se casó en 1969 con el saxofonista Lew Tabackin, con quien continúa casada en la actualidad.
En 1984, fue la protagonista en el documental Jazz Is My Native Language.
En 1991, grabó el disco más importante de su carrera, en el Carnegie Hall de Nueva York, que logró unanimidad en la crítica especializada como uno de los mejores discos de jazz del año.
En 1996 publicó su autobiografía, Life with Jazz.

## Premios y reconocimientos
- 1986 Condecoración New York City's Mayor Liberty Award
- 1987 Mujer luchadora del año concedido por la Asociación de mujeres Asiática-Americanas en Los Ángeles, California.
- 1997 Medalla Shijuhohsho concedida por el emperador de Japón.
- 1998 Doctorado honoris causa por la Berklee College of Music.[10]
- 1999 ingresó al Salón de la fama del Jazz.
- Recibió 14 nominaciones al prestigioso premio Grammy a la industria musical.
- Obtuvo el premio al mejor arreglo y composición musical en la encuesta de los lectores de Down Beat.
- 2007 nombrada NEA Jazz Master por el Fondo Nacional de las Artes de Estados Unidos.[8][9]
- 2014 Reconocimiento del Heineken Jazzaldia (Donostia-San Sebastián).[11]